# Додж, Уильям
Уильям Додж (англ. William de Leftwich Dodge; 1867—1935) — американский художник, наиболее известный своими фресками.

## Биография
Родился 9 марта 1867 года в округе Бедфорд, штат Вирджиния. 
В 1879 году его мать — Мария Додж (Mary de Leftwich Dodge), начинающая художница, перевезла семью в Европу. Прожив первоначально в Мюнхене, они переехали в Париж, где она занималась искусством. Додж последовал ее примеру и стал художником. Большую часть своих детских лет он провел во Франции. Учился в Школе изящных искусств и занял первое место на экзаменах в 1881 году. Затем обучался у Жерома и Коллена в Академии Коларосси, после чего отправился для продолжения образования в Мюнхен.
Первые заказы Додж получил в США, где на него обратили внимание на Всемирной выставке 1893 года в Чикаго. Продолжая жить в Париже, выполнял работы (преимущественно фрески) в Америке. 
Умер 25 марта 1935 года в собственном доме в Нью-Йорке (Манхэттен) на 52 West 9th Street. Был похоронен в Бронксе на кладбище Вудлон.

### Семья
Был женат на Фрэнсис Прайор (Frances (Fanny) Theodora Bland Pryor), дочери Сары Прайор (писательницы и общественной деятельницы) и Роджера Прайора — судьи Верховного суда штата Нью-Йорк.

## Труды
После того, как Уильям Додж и его семья обосновались в Нью-Йорке, он преподавал в Лиге студентов-художников Нью-Йорка и в Cooper Union. Стал известен как монументалист за свои работы в крупных общественных зданиях, отелях и особняках.  К концу своей карьеры Додж увлекся искусством майя.
Работы художника хранятся в постоянных коллекциях Метрополитен-музея и Национальной академии дизайна.
- Галерея работ
- В библиотеке Конгресса США
- В Surrogate's Courthouse Нью-Йорка
- В ратуше Буффало